# Banca Verde
Banca Verde (a veces referido como banco verde de inversión, autoridad que financia energía limpia, o empresa que financia energía limpia) es una institución financiera, típicamente pública o quasi-pública, que utiliza técnicas de financiación innovadoras y herramientas de desarrollo del mercado, en asociación con el sector privado, para acelerar despliegue de tecnologías de energía limpia. Los bancos verdes utilizan fondos públicos para apalancar la inversión privada en tecnologías de energía limpia que, a pesar de ser comercialmente viables, han luchado para establecer una presencia extendida en mercados de consumidores. Los bancos verdes buscan reducir los costes de energía para los contribuyentes, estimular la inversión de sector privado y la actividad económica, y acelerar la transición a una economía carbono neutral.